# SeaPort Airlines
SeaPort Airlines était une compagnie aérienne régionale américaine, basée à l'Aéroport international de Portland à Portland (Oregon). Ses opérations débutes le 5 juin 2008 et cessent le 20 septembre 2016. Elle a opéré des Pilatus PC-12 puis des Cessna 208 Caravan. 